# Temporada de ciclones del Índico Norte de 2012
La temporada de ciclones del océano Índico norte de 2012 fue un evento en el ciclo anual de formación de ciclones tropicales. La temporada no tiene, exactamente, fecha de inicio y finalización, aunque los ciclones tienden a formarse entre abril y noviembre, con mayor incidencia entre mayo y octubre. Estas fechas convencionalmente delimitan el período de cada año cuando la mayoría de los ciclones tropicales se forman en el norte del océano Índico.  La temporada tuvo un comienzo tardío, con el primer sistema formándose en octubre. Durante la temporada, solo se formaron cinco sistemas, de los cuales solo dos se convirtieron en tormentas ciclónicas. Ambas tormentas tocaron tierra y, junto con las profundas depresiones, fueron responsables de 128 muertes y pérdidas económicas por un valor de al menos $56.7 millones (2012 USD). 
La primera depresión de la temporada se desarrolló a partir de los remanentes de la tormenta tropical severa Gaemi el 10 de octubre de 2012, muy tarde en la temporada de ciclones de 2012, a unos 350 km (215 millas) al sureste de Calcuta, Bengala Occidental. y trajo fuertes vientos y lluvias intensas a gran parte de Bangladés, causando grandes daños. La tormenta mató a un total de 30 personas. El 23 de octubre, la segunda depresión de la temporada se desarrolló a partir de una baja persistente en el Mar Arábigo y pronto se convirtió en la primera tormenta ciclónica de la temporada, Murjan. Solo dos días después, la tercera depresión de la temporada se formó en el sur de la Bahía de Bengala y gradualmente se fortaleció en la tormenta ciclónica Nilam. El ciclón tocó tierra en el sur de la India a principios del 31 de octubre y se disipó el 2 de noviembre.
El Centro Meteorológico Regional Especializado en esta cuenca es el Departamento Meteorológico de la India (IMD), mientras que el Centro Conjunto de Advertencia de Tifones emite avisos no oficiales. En promedio, de tres a cuatro tormentas ciclónicas se forman en cada estación. El alcance de este artículo se limita al Océano Índico en el hemisferio norte, al este del Cuerno de África y al oeste de la península malaya. Hay dos mares principales en el Océano Índico Norte: el Mar Arábigo al oeste del subcontinente indio, abreviado ARB por el Departamento de Meteorología de la India (IMD); y la Bahía de Bengala al este, abreviado BOB por el IMD.

## Ciclones tropicales

### Depresión profunda BOB 01
El 10 de octubre de 2012, el IMD comenzó a monitorear una depresión que se había desarrollado fuera de un área de convección, asociada con los remanentes de la tormenta tropical severa Gaemi a unos 350 km (215 millas) al sureste de Calcuta, Bengala Occidental. Durante ese día, la depresión se movió hacia el norte y cruzó la costa de Bangladés cerca de Hatiya temprano al día siguiente. Después de que la depresión tocó tierra, el IMD emitió su aviso final sobre la depresión ya que el sistema se había debilitado en un área de baja presión.
La tormenta trajo fuertes vientos y fuertes lluvias a gran parte de Bangladés, causando grandes daños. Al menos 1,500 casas de barro, paja y estaño fueron destruidas y 30,000 más fueron dañadas. En todo el país, al menos 43 personas fueron asesinadas. Además, un total de 106.585 personas se vieron afectadas. Los daños más importantes se produjeron en Hatiya, donde siete personas murieron y 1.000 viviendas quedaron destruidas. En alta mar, miles de pescadores fueron sorprendidos por la tormenta y se estima que en un principio no se contabilizó el paradero de 1.500. Sin embargo, este número se redujo rápidamente a alrededor de 60 al día siguiente. Según el jefe de policía del distrito de Bhola, la tormenta fue mucho más fuerte de lo previsto y no se hicieron advertencias para una tormenta mayor. Ante los daños provocados por la tormenta, Oxfam pidió ayuda internacional al país.

### Tormenta ciclónica Murjan
El 23 de octubre de 2012, el IMD informó que se había desarrollado una depresión en un área de baja presión a unos 800 km (495 millas) al oeste de las islas Amindivi de la India. Luego, la tormenta avanzó hacia el oeste y se intensificó hasta convertirse en una depresión profunda a las 18:00 UTC del mismo día, seguida de una alerta de formación de ciclones tropicales emitida por el Centro Conjunto de Advertencia de Tifones (JTWC) a las 20:00 UTC. A última hora del 24 de octubre, el IMD actualizó la depresión ARB 01 a tormenta ciclónica, nombrándola oficialmente Murjan. Murjan se convirtió en la primera tormenta ciclónica de la temporada. El ciclón continuó su trayectoria hacia el oeste a 14 nudos (26 km/h; 16 mph). Las imágenes de satélite de microondas mostraban que la mayor parte de la convección permanecía al sur del sistema. En ese momento, Murjan estaba rastreando justo al sur de una cresta subtropical en un entorno con baja cizalladura vertical del viento. La tormenta cruzó la costa de Somalia a fines del 25 de octubre y se fue debilitando gradualmente hasta convertirse en una depresión. El Departamento Meteorológico de India (IMD) emitió su boletín final para Murjan a las 06:00 UTC del 26 de octubre de 2012.
Hubo informes de graves inundaciones en la ciudad de Bosaso en Somalia. La tormenta trajo fuertes vientos y lluvias intensas pero beneficiosas dentro de las áreas de la región de Bari (Bossasso, Ishkushban y Bandar Beyla), según la Gestión de Información sobre el Agua y la Tierra de Somalia.

### Tormenta ciclónica Nilam
Un área de convección cruzó el Istmo de Kra el 23 de octubre y entró en la Bahía de Bengala desde el Océano Pacífico. Poco a poco se organizó y el Centro Conjunto de Advertencia de Tifones (JTWC) emitió un TCFA a las 0330 UTC del 28 de octubre. El Departamento Meteorológico de la India (IMD) posteriormente actualizó el área de baja presión a una Depresión el mismo día, cuando la tormenta se localizó a unos 550 km (340 millas) al este-noreste de Trincomalee en Sri Lanka. A principios del 29 de octubre, BOB 02 fue actualizado a una depresión profunda y fue puesto bajo vigilancia constante por el IMD. Más tarde ese día, el Centro Conjunto de Advertencia de Tifones (JTWC) inició avisos en el sistema, designándolo con 02B. Al día siguiente, BOB 02 se intensificó aún más en una tormenta ciclónica y fue nombrado Nilam por el IMD. El nombre de Nilam fue sugerido por Pakistán, es la palabra urdu para zafiro. La tormenta tocó tierra a máxima intensidad cerca de Mahabalipuram el 31 de octubre y comenzó a debilitarse. Informando que la tormenta alcanzó una intensidad máxima de 55 nudos (102 km/h; 63 mph) (vientos sostenidos de 1 minuto), el Centro Conjunto de Advertencia de Tifones (JTWC) emitió su último aviso sobre el sistema. En las primeras horas del 1 de noviembre, Nilam se debilitó hasta convertirse en una profunda depresión. A medida que avanzó tierra adentro hacia la región de Rayalaseema de Andhra Pradesh, Nilam se debilitó aún más en una Depresión. Nilam se disipó el 2 de noviembre, sobre el interior del norte de Karnataka.
La tormenta trajo lluvias torrenciales a Sri Lanka. El camino Puttalam - Mannar quedó sumergido bajo un metro de agua cerca de Eluwankulama debido al desbordamiento del río Kala Oya. Según la policía, una mujer de 27 años fue asesinada cuando una roca de arena cayó sobre su casa durante las fuertes lluvias en Habaraduwa en el distrito de Galle,. Los servicios ferroviarios se suspendieron temporalmente cuando las líneas eléctricas cayeron en la vía del ferrocarril. En Chennai, se cerraron todas las escuelas y colegios, ya que 282 escuelas y 52 salas comunitarias fueron convertidas en refugios contra ciclones. La señal de peligro 7 se alojó en los puertos de Chennai, Ennore, Cuddalore y Nagapattinam de Tamil Nadu y Puducherry, y la señal de peligro 3 en los puertos de Krishnapatnam, Vadarevu, Machilipatnam y Nizampatnam de Andhra Pradesh.

### Depresión profunda BOB 03
Un área de baja presión se formó en la Bahía de Bengala el 12 de noviembre de 2012. Se desplazó gradualmente hacia el noroeste y se organizó hasta el 17 de noviembre, cuando el Centro Conjunto de Advertencia de Tifones (JTWC) emitió un TCFA en el sistema, informando vientos de 30 nudos en el centro. Aproximadamente media hora después del TCFA, el IMD actualizó el área de baja presión a una Depresión, y más allá a una Depresión Profunda, la misma tarde. BOB 03 desarrolló un LLCC bien definido con una convección profunda creciente ubicada al norte del sistema. En un entorno con cizalladura vertical del viento de débil a moderada y altas temperaturas de la superficie del mar, la depresión se intensificó aún más. Esa misma noche, el Centro Conjunto de Advertencia de Tifones (JTWC) inició avisos sobre el sistema, clasificándolo como tormenta tropical con vientos sostenidos de un minuto de 35 nudos. El 18 de noviembre, BOB 03 encontró una fuerte cizalladura del viento del suroeste que disminuyó la mayor parte de su convección. Pronto, el LLCC quedó completamente expuesto, como resultado de la cizalladura del viento. Ubicado justo al norte de una cresta subtropical, el flujo de entrada de BOB 03 se vio afectado por el aire seco que envolvió el centro de la tormenta. Al día siguiente, IMD informó que la tormenta se había debilitado hasta convertirse en una depresión y se pronostica que se debilitará aún más. Al mismo tiempo, el Centro Conjunto de Advertencia de Tifones (JTWC) dejó de rastrear BOB 03, afirmando que la velocidad del viento de la tormenta había disminuido a los criterios de advertencia por debajo. A las 18:00 UTC del 19 de noviembre de 2012, IMD informó que la tormenta se había debilitado en un área de baja presión bien marcada y emitió su último boletín para el sistema. Posteriormente, el sistema tuvo algunas ráfagas de convección, antes de disiparse completamente frente a la costa del sur de la India, el 20 de noviembre. La ciudad de Tirupathi registró una fuerte precipitación de 181 mm, la más alta de esa región.

### Depresión profunda ARB 02
Bajo la influencia de una Zona de Convergencia Intertropical activa, se formó un área de baja presión sobre el Mar Arábigo cerca de 7.3°N y 70.7°E el 18 de diciembre de 2012. Se desplazó lentamente hacia el oeste, organizándose e intensificándose en una Depresión a las 09:00 UTC del 22 de diciembre. El Centro Conjunto de Advertencia de Tifones (JTWC) transformó la tormenta en un ciclón tropical a las 03:00 UTC del 23 de diciembre, seguido por el estado de depresión profunda en las horas de la mañana del mismo día. Sin embargo, la tormenta se enfrentó a una fuerte cizalladura vertical del viento y temperaturas de la superficie del mar más frías el 24 de diciembre, lo que provocó que su centro de circulación de bajo nivel quedara completamente expuesto, lo que llevó a Centro Conjunto de Advertencia de Tifones (JTWC) a emitir su aviso final sobre la tormenta. Se produjo un mayor debilitamiento a medida que aumentó la interacción de la tierra, y el IMD rebajó el ARB 02 a un área de baja presión el 25 de diciembre.